# Liste von Orten in Siebenbürgen mit Kirchenburg oder Wehrkirche

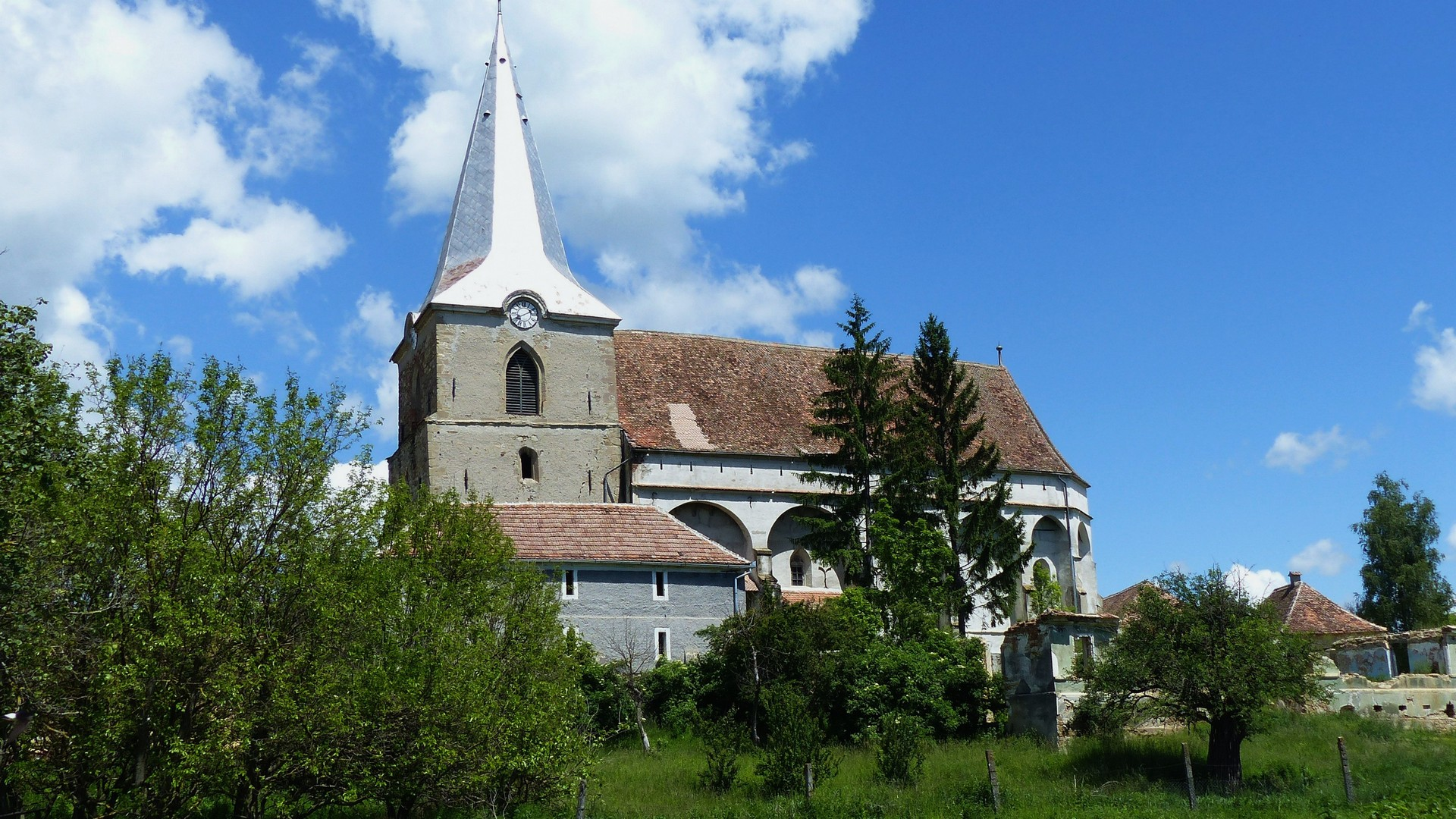
Jakobuskirche in Scharosch bei Fogarasch, Wehrkirche, Kirchenburg

In Siebenbürgen gibt es über 150 Ortschaften mit Kirchenburgen und Wehrkirchen.
Sieben Kirchenburgen in Siebenbürgen wurden zum UNESCO-Weltkulturerbe ernannt.

## Liste vonsiebenbürgisch-sächsischenOrten mit Kirchenburg oder Wehrkirche

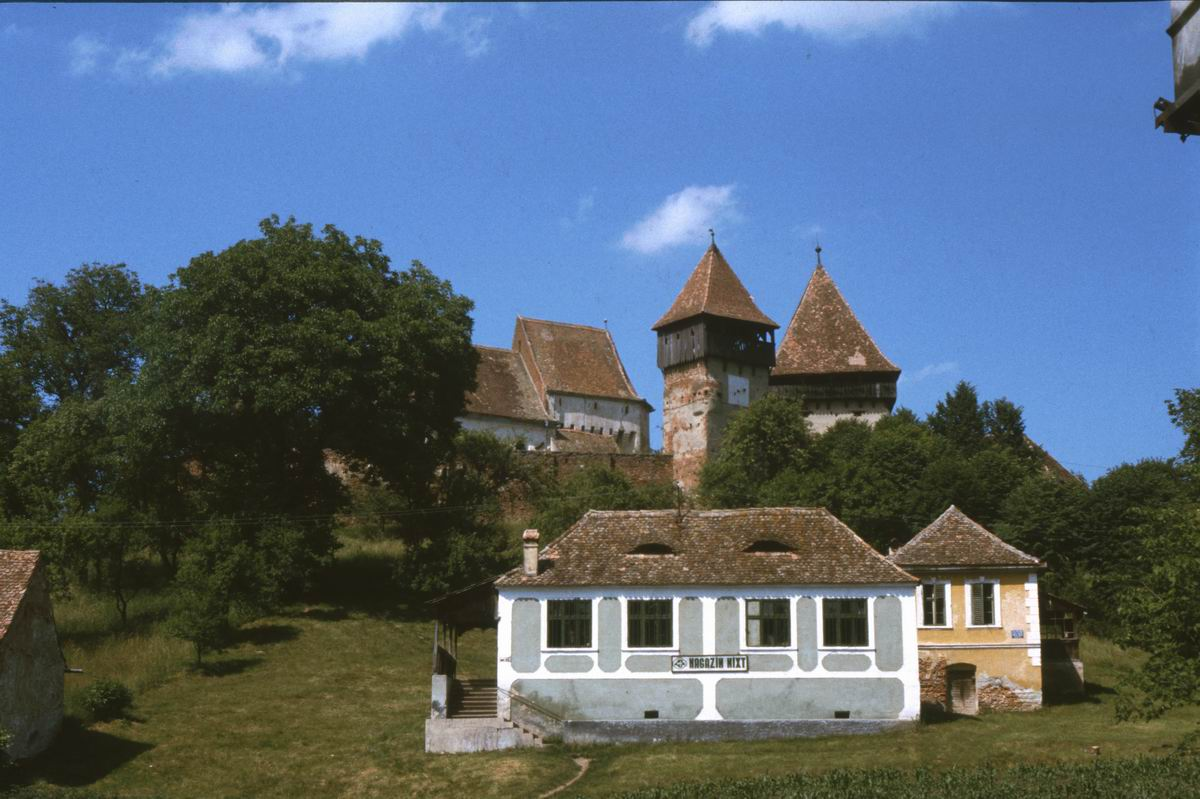
Kirchenburg Almen

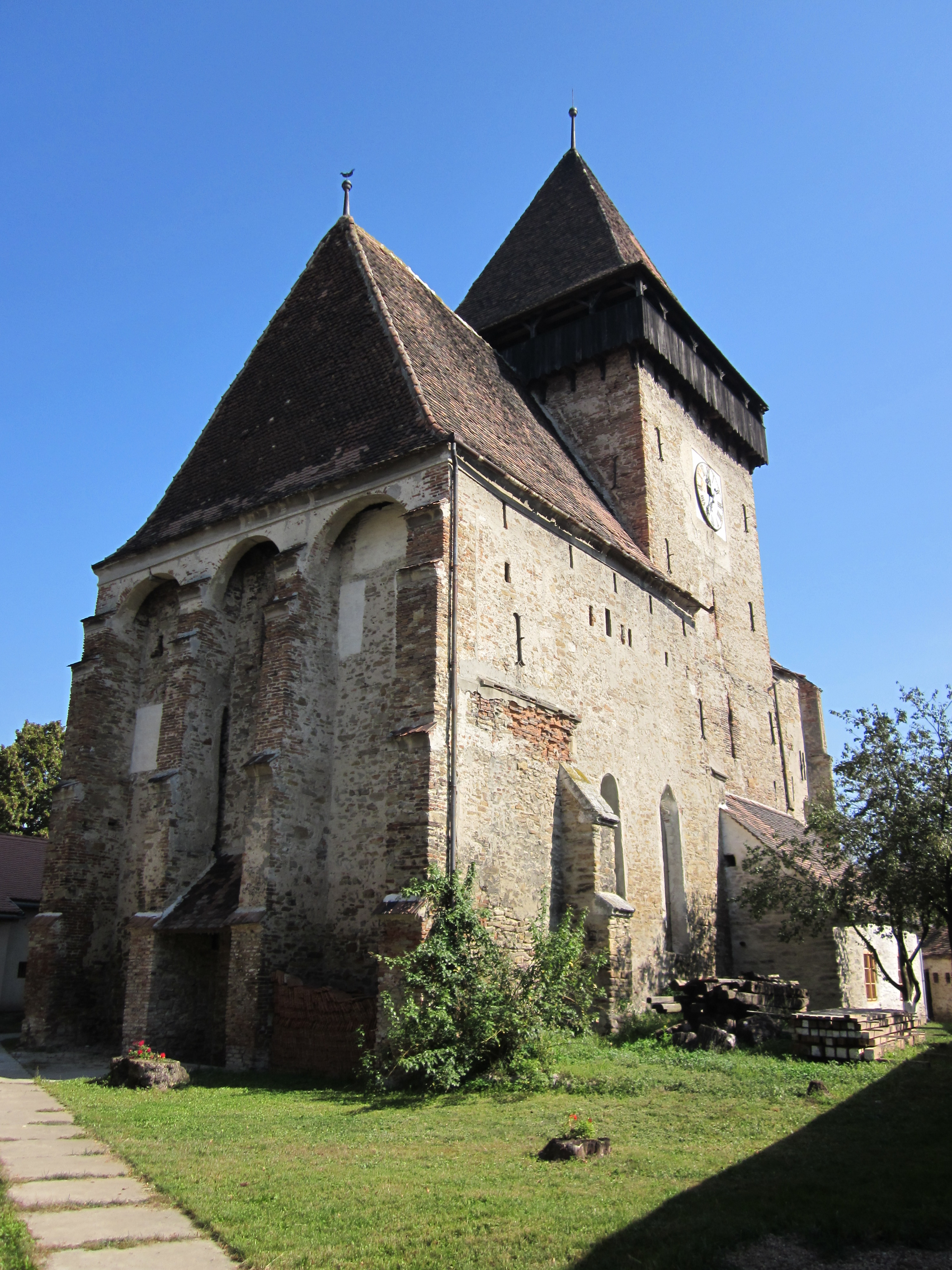
Kirchenburg in Frauendorf

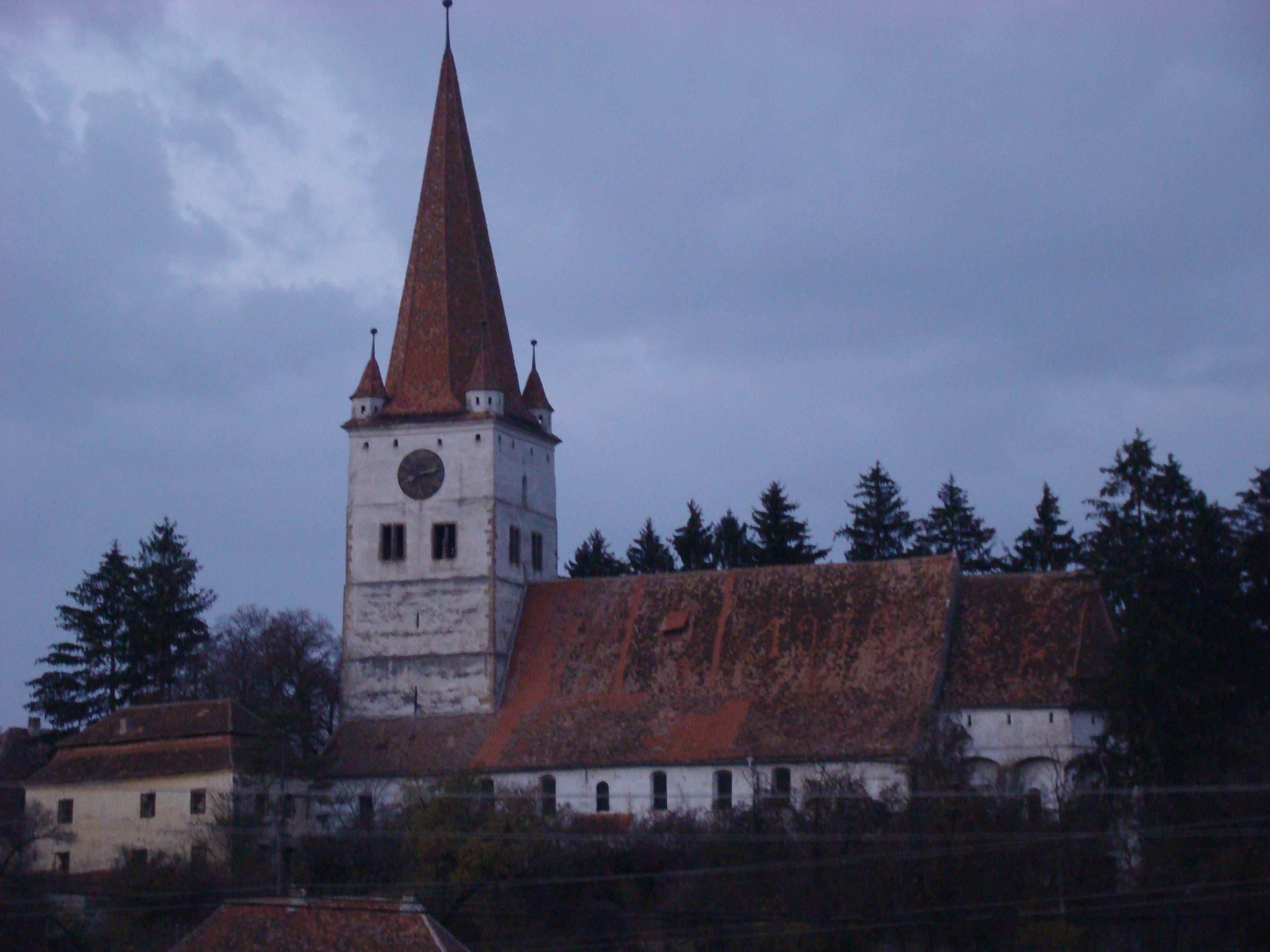
Kirchenburg in Groß-Schenk

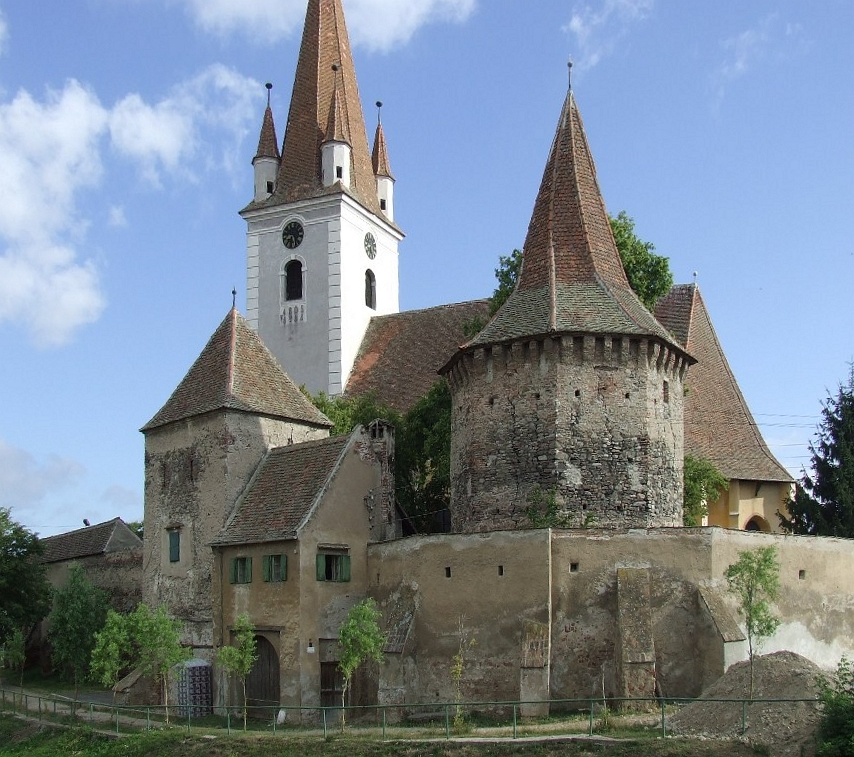
Kirchenburg in Großau

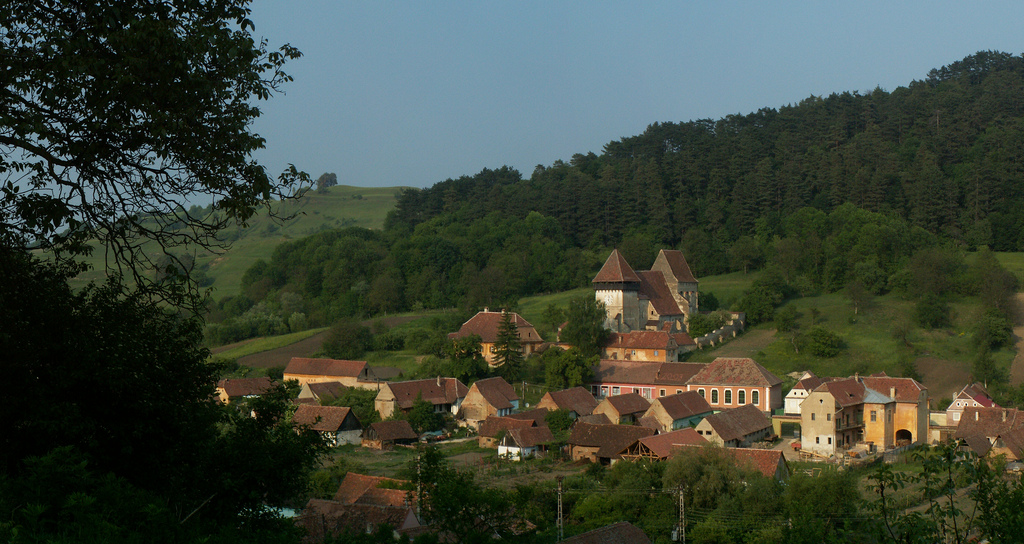
Kirchenburg in Groß-Kopisch

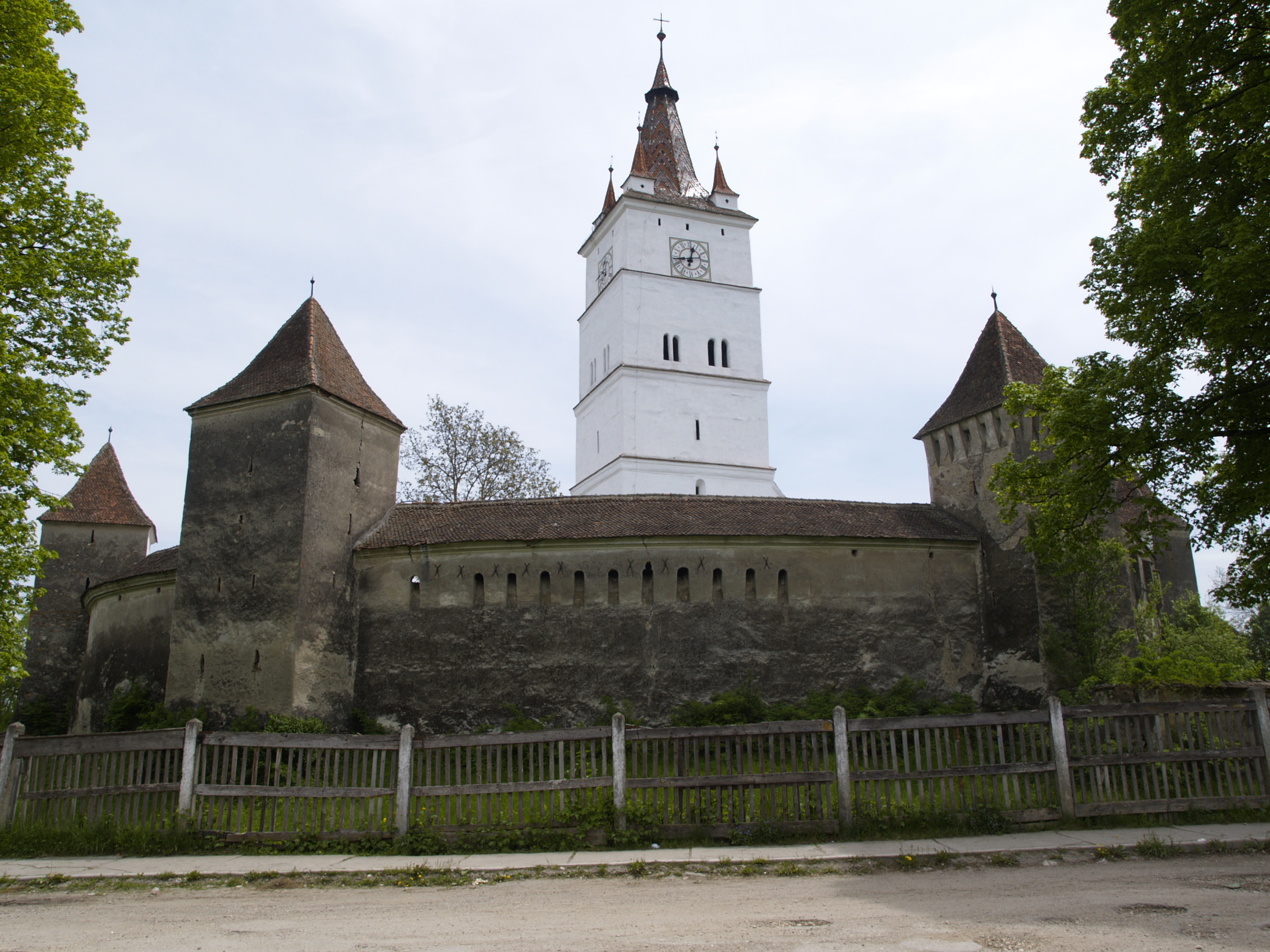
Kirchenburg in Honigberg

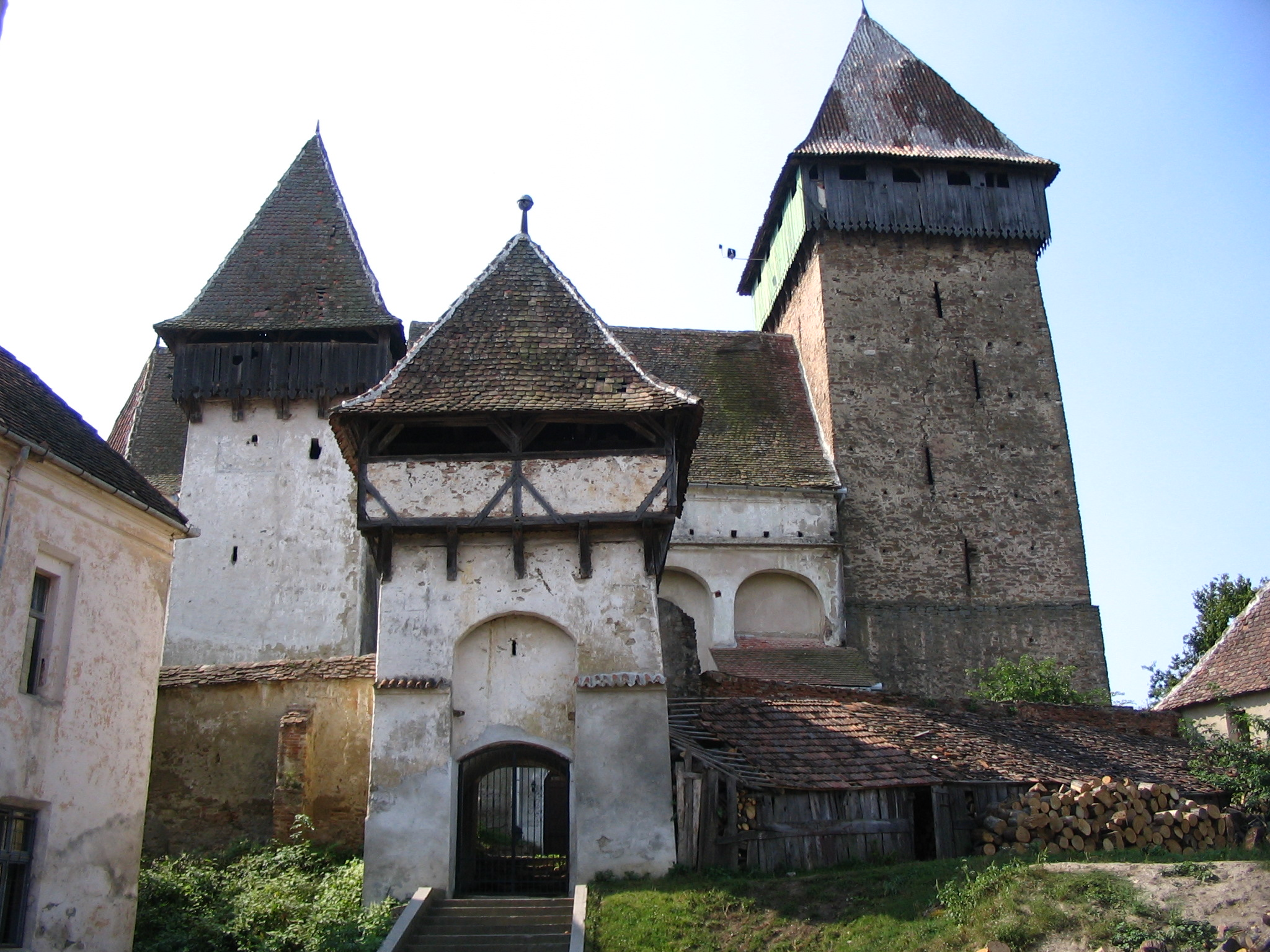
Kirchenburg Jakobsdorf

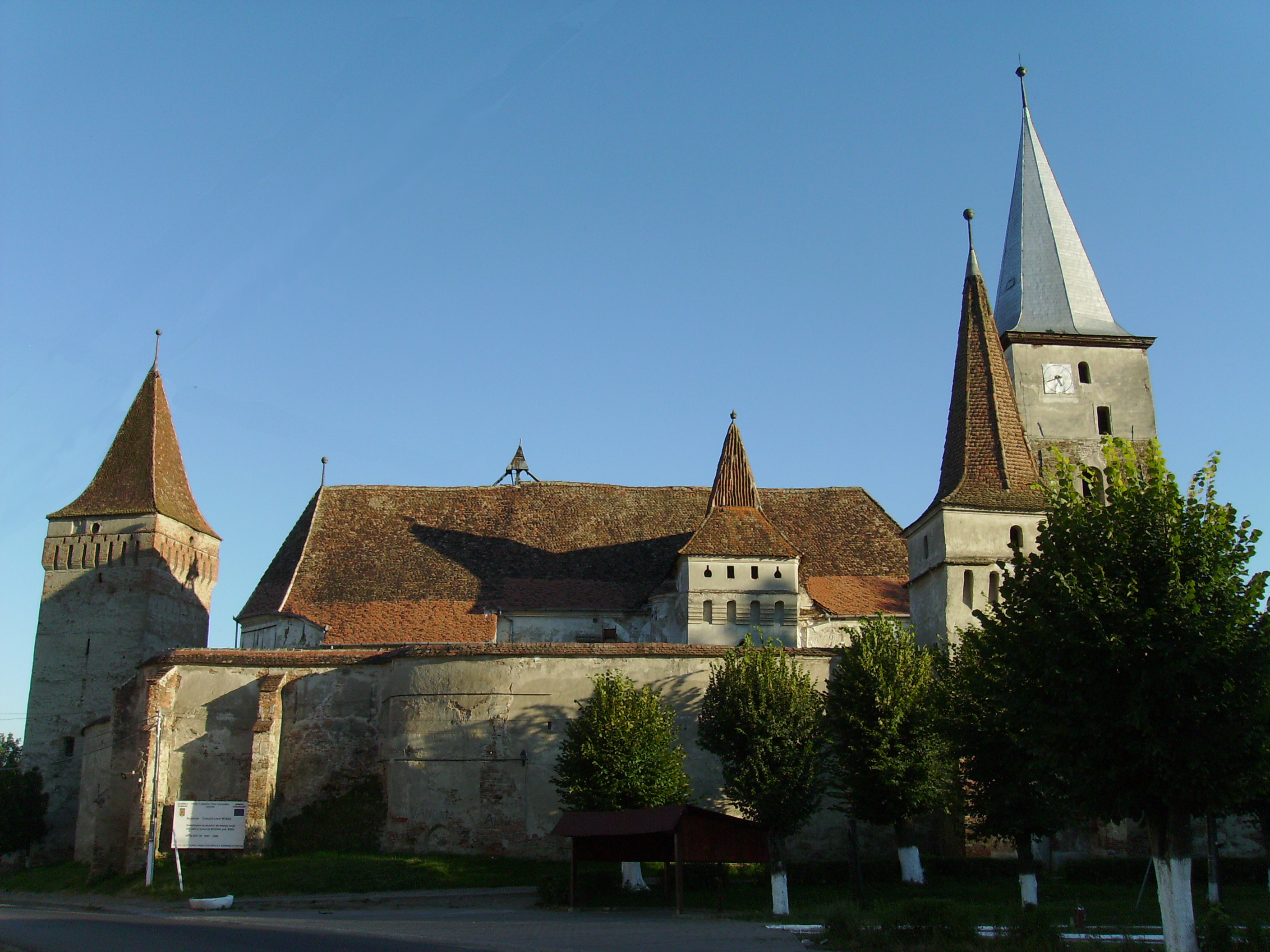
Kirchenburg in Meschen

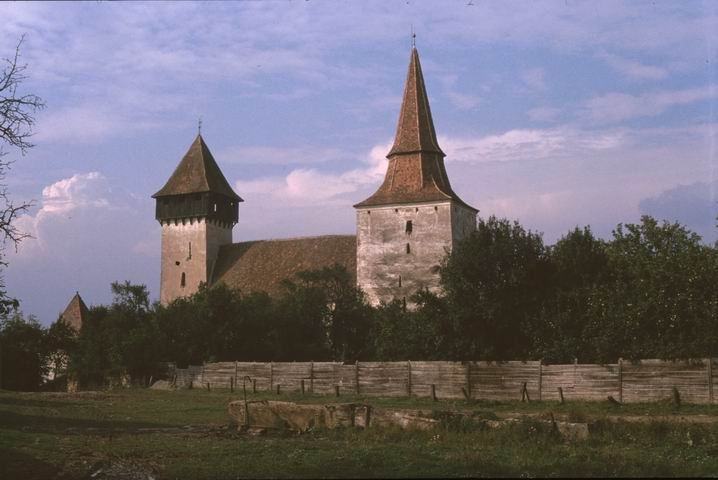
Kirchenburg Hundertbücheln

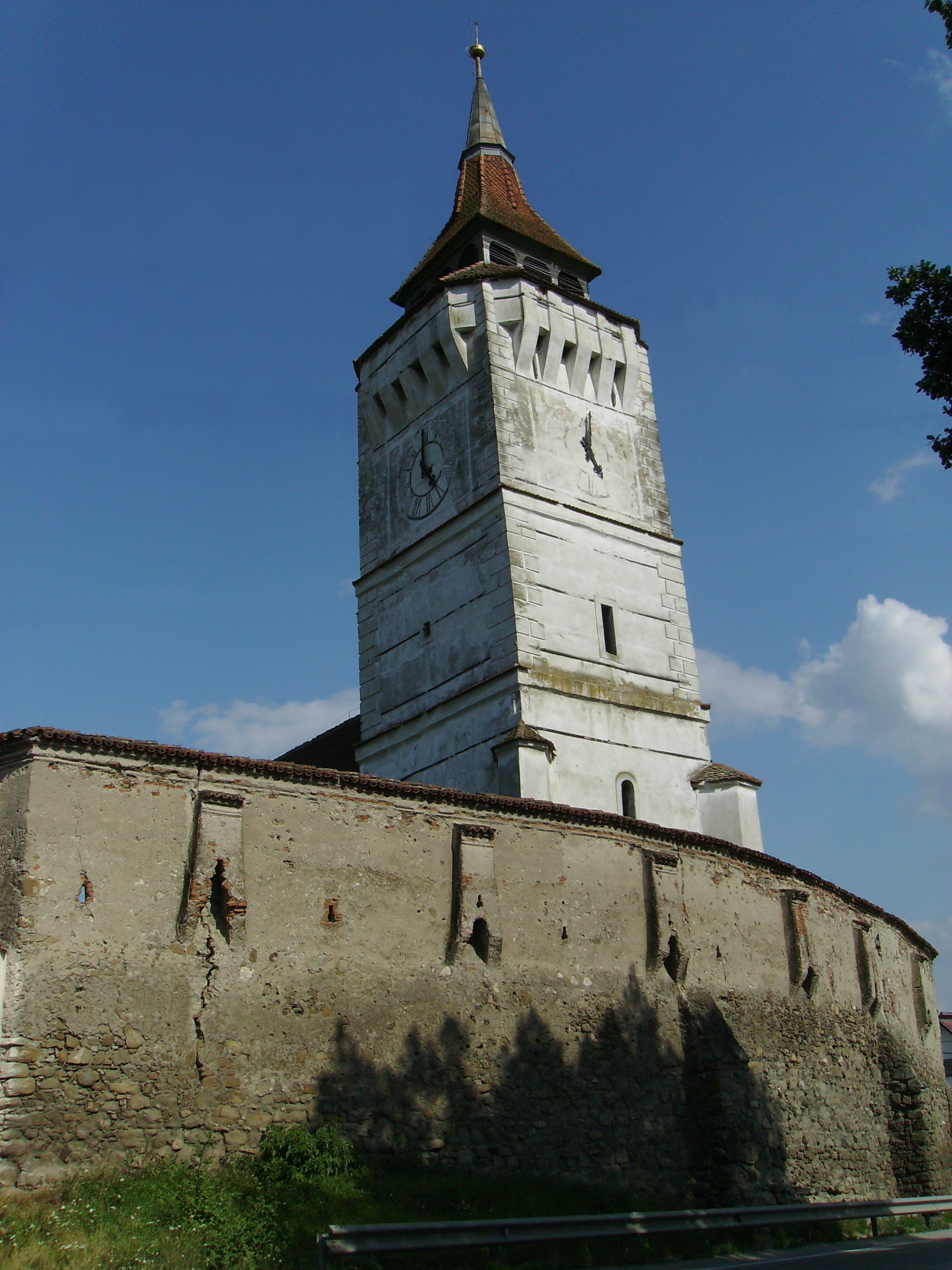
Kirchenburg in Rothbach

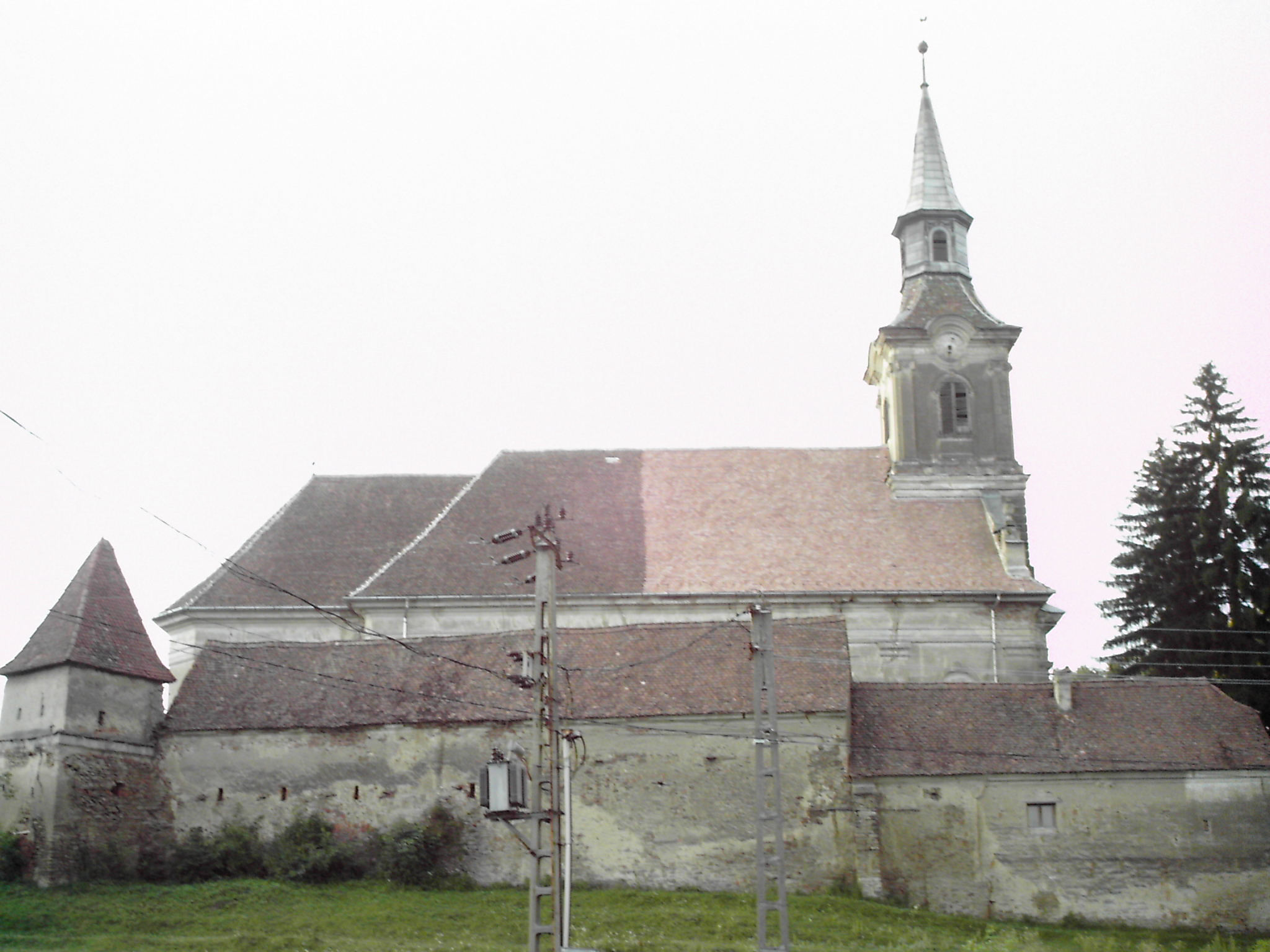
Kirchenburg in Schaas

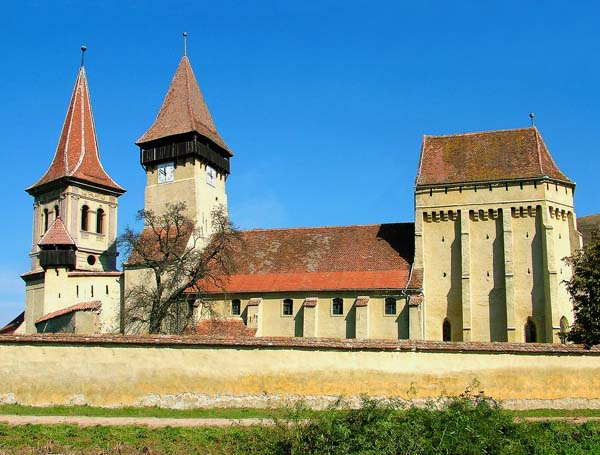
Kirchenburg in Kleinschelken

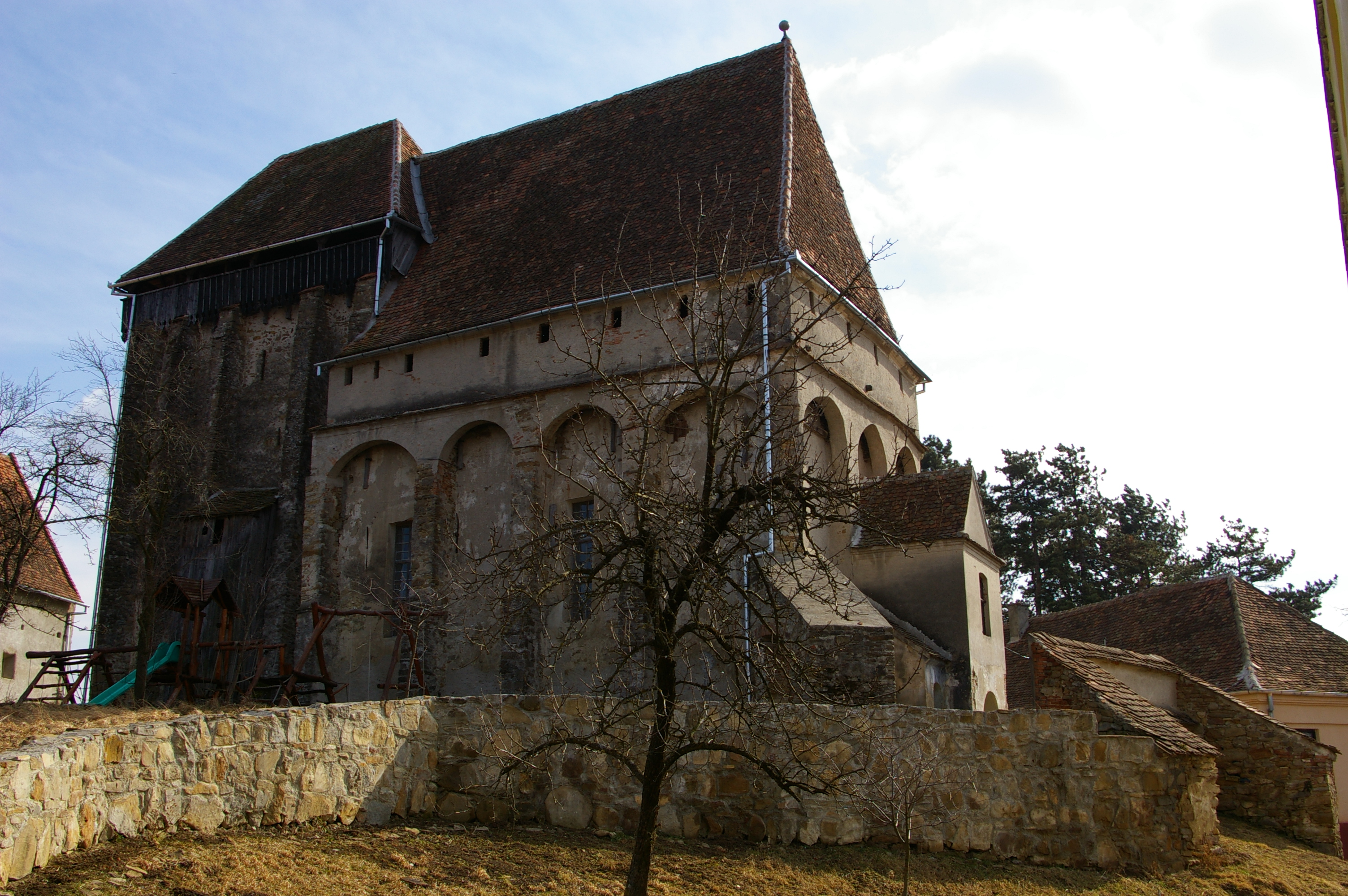
Kirchenburg Seligstadt

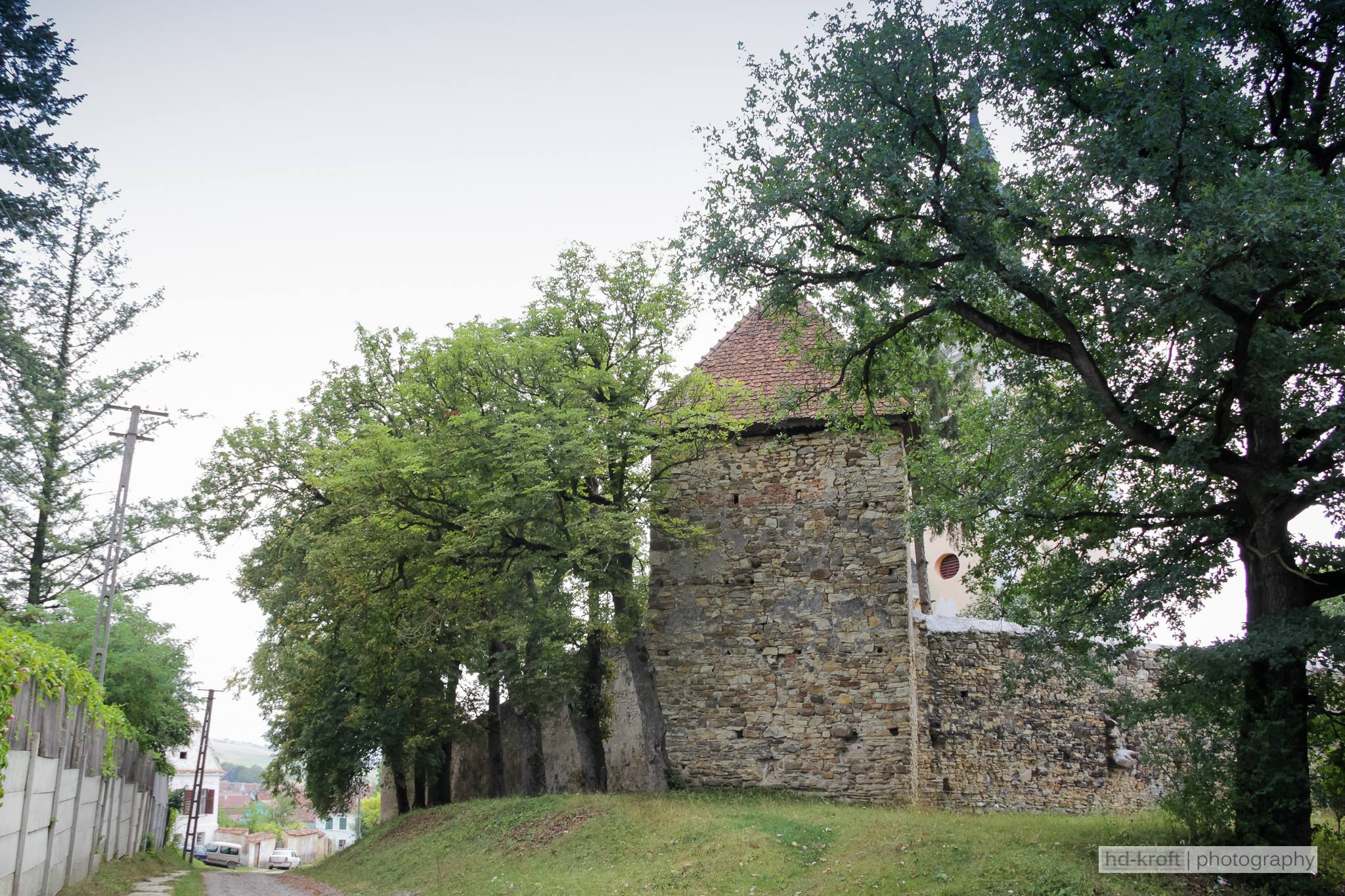
Wehrmauer Deutsch-Tekes, Ansicht von Osten (2013) in Ticușu

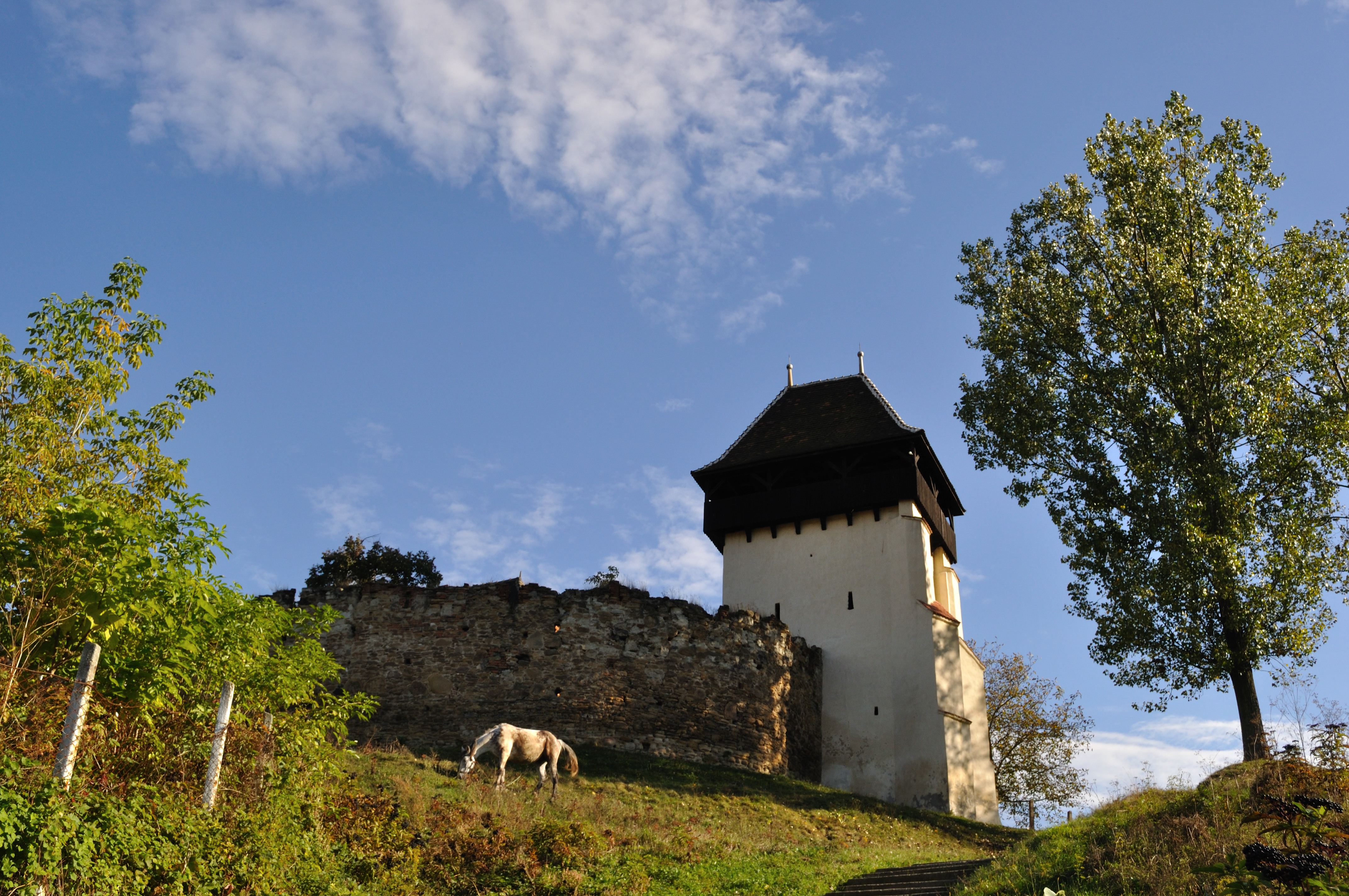
Kirchenburg in Abtsdorf

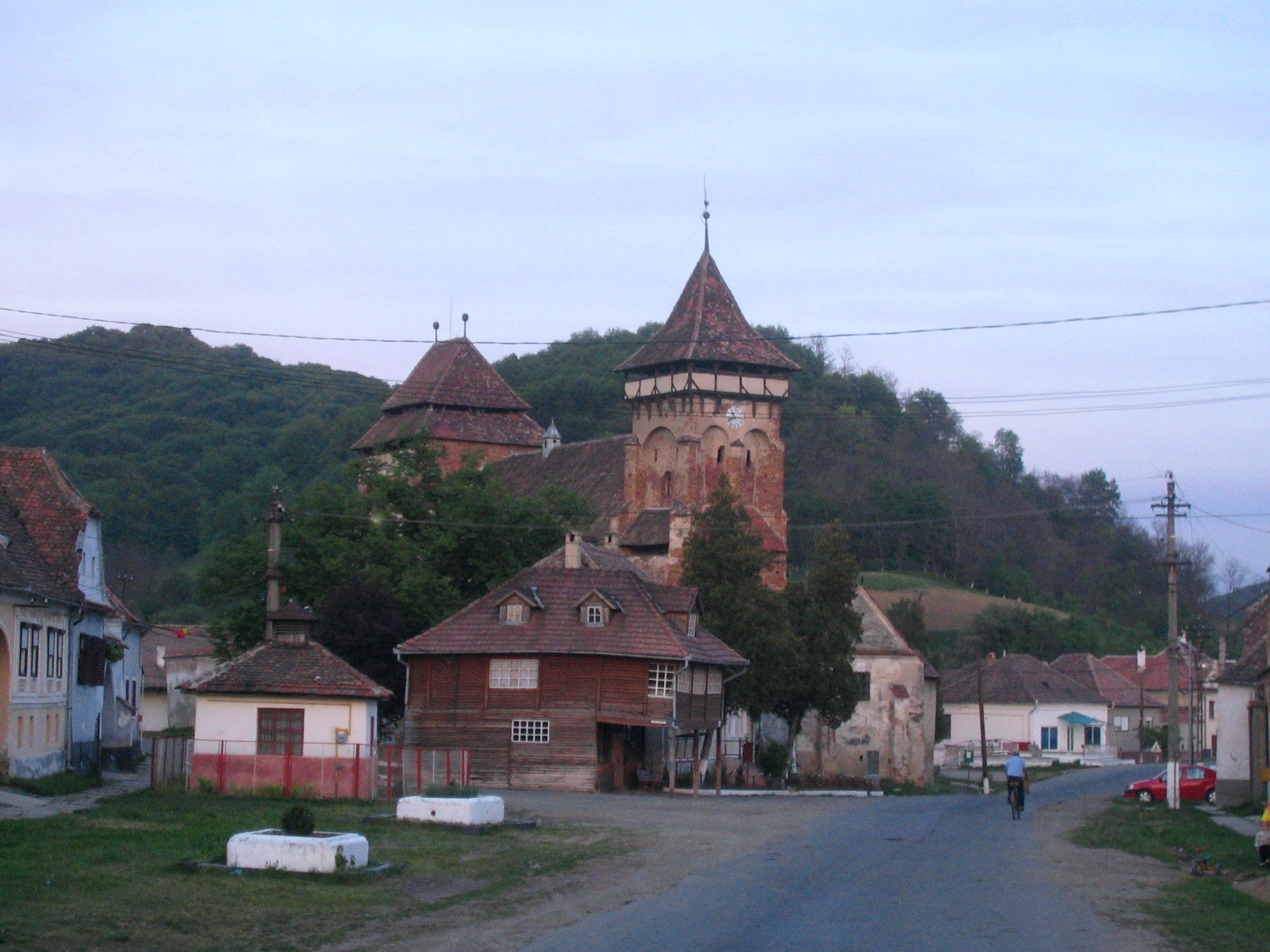
Kirchenburg in Wurmloch

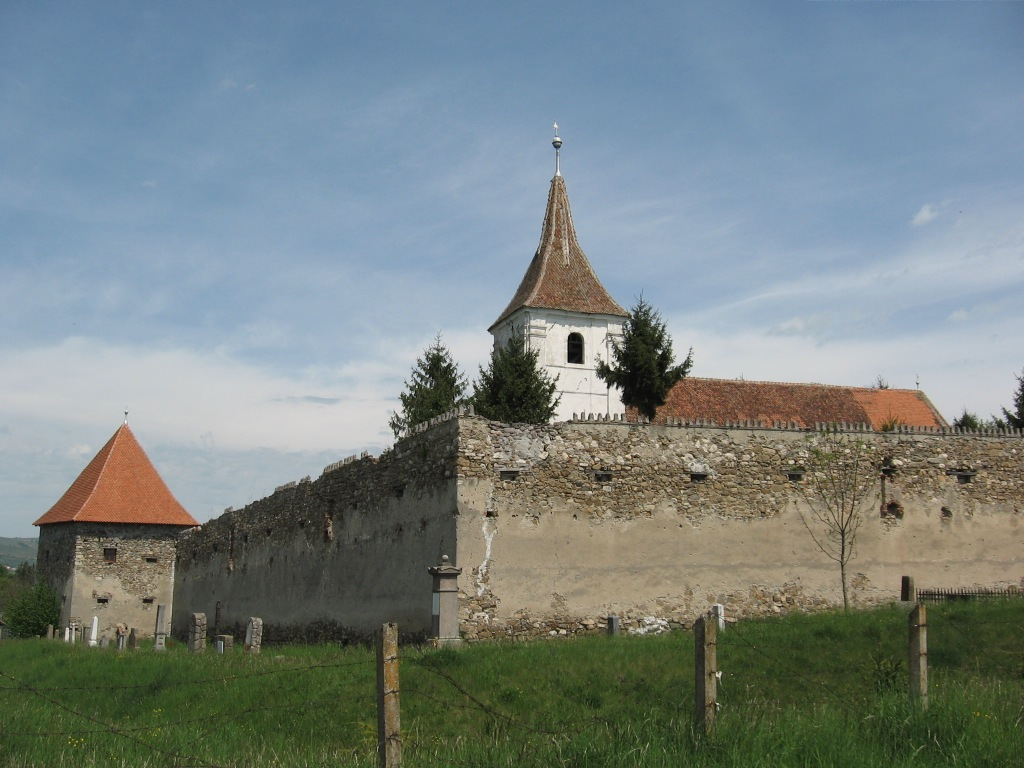
Kirchenburg in Aitau

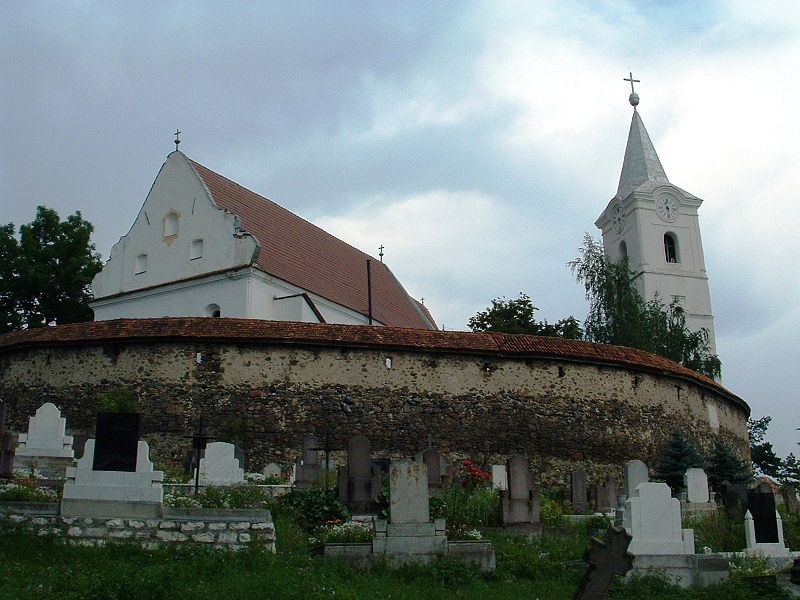
Kirchenburg in Cârța

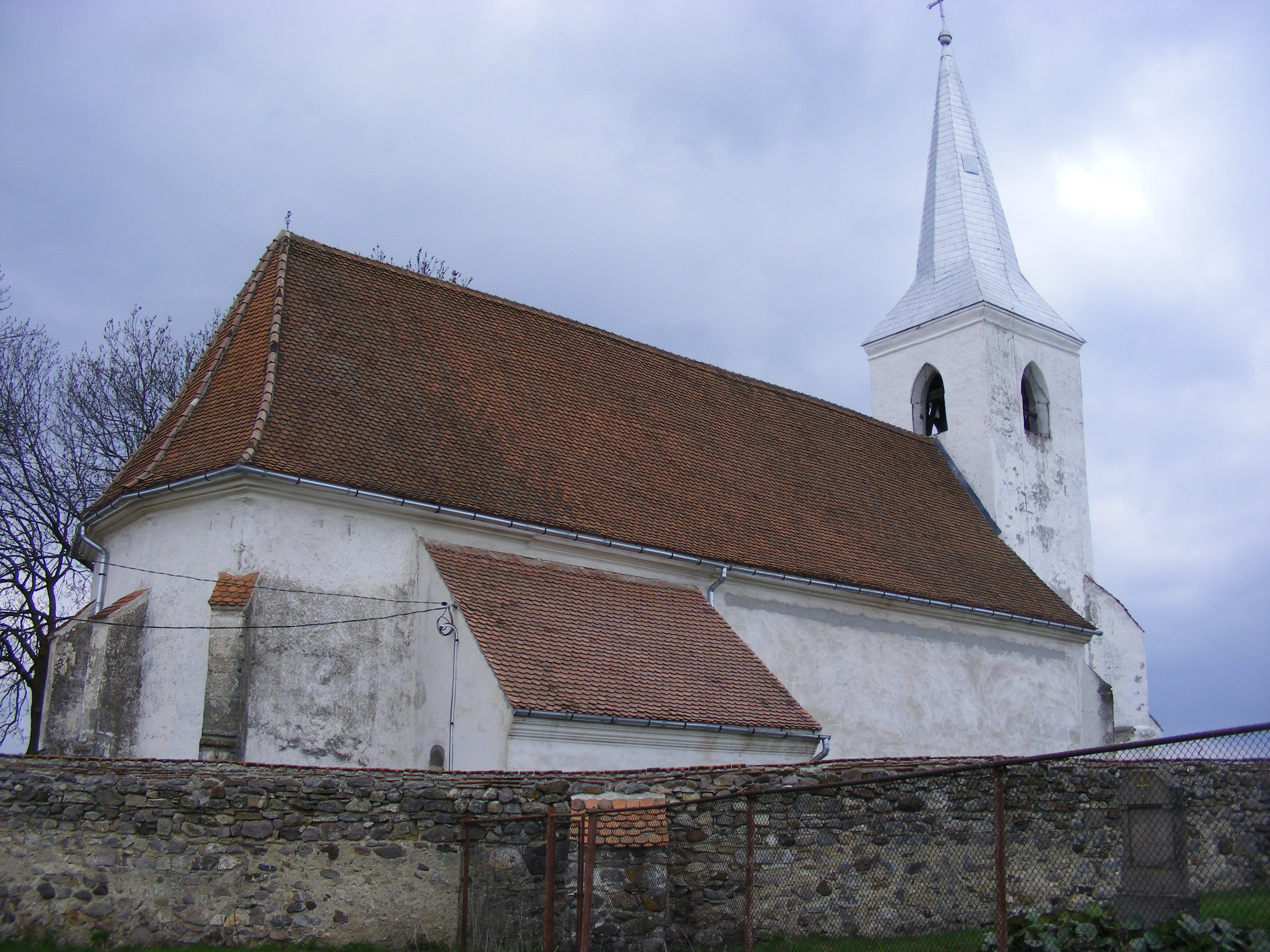
Kirchenburg in Delnița

1. Agârbiciu – såksesch Arbäjen, deutsch Arbegen, ungarisch Szászegerbegy
2. Agnita – såksesch Ognitheln, deutsch Agnetheln, ungarisch Szentágota, veraltet Ágotafalva
3. Aiud (Kirchenburg Straßburg) –  deutsch Straßburg am Mieresch, ungarisch Nagyenyed
4. Alma Vii (Kirchenburg Almen) – deutsch Almen, ungarisch Szászalmád
5. Alțâna – deutsch Alzen, ungarisch Alcina
6. Amnaș – deutsch Hamlesch, ungarisch Omlás
7. Apold – rumänisch auch Apoldu din Sighișoara, deutsch Trappold, ungarisch Apold: Kirchenburg Trappold, nicht zu verwechseln mit Apoldu de Sus bzw. Apoldu de Jos westlich von Sibiu / Hermannstadt
8. Archita – deutsch Arkeden, ungarisch Erked
9. Ațel – deutsch Hetzeldorf, ungarisch Ecel
10. Avrig – deutsch Freck, ungarisch Felek
11. Axente Sever – såksesch Fraendref, deutsch Frauendorf, ungarisch Asszonyfalva
12. Băgaciu – såksesch Bogeschdref, deutsch Bogeschdorf, ungarisch Szászbogács oder Bogács
13. Bălcaciu – såksesch Bulkesch, deutsch Bulkesch, ungarisch Bolkács
14. Bărcuț (Kirchenburg Bekokten) – , deutsch Bekokten, ungarisch Báránykút
15. Bazna (Kirchenburg Baaßen) – såksesch Baußen, deutsch Baaßen oder Baassen, ungarisch Bázna oder Felsőbajom
16. Beia – såksesch Mebrich, Męburχ oder Mebriχ, deutsch Meeburg, Mehburg oder Mähdorf, ungarisch Homoródbene, Szászbene oder Szászbénye
17. Biertan (Kirchenburg von Birthälm) – deutsch Birthälm, ungarisch Berethalom
18. Bod – såksesch Bränndref, deutsch Brenndorf, ungarisch Botfalu
19. Boian (Kirchenburg Bonnesdorf) – såksesch Bonnesdref, deutsch Bonnesdorf, ungarisch Alsóbajom
20. Boz – såksesch Buss, deutsch Bußd (bei Mühlbach), ungarisch Buzd
21. Bradu – deutsch Gierelsau oder Girelsau, ungarisch Fenyőfalva
22. Brateiu – auch Bratei, såksesch Pretoa, deutsch Pretai, ungarisch Baráthely
23. Brădeni – deutsch Henndorf, ungarisch Hégen
24. Bruiu – deutsch Braller, ungarisch Brulya, Brullya, Braller oder Broller
25. Bunești – deutsch Bodendorf, ungarisch Szászbuda
26. Buzd – såksesch Buss, deutsch Bußd (bei Mediasch), ungarisch Szászbuzd
27. Câlnic – deutsch Kelling, ungarisch Kelnek
28. Cața – deutsch Katzendorf, ungarisch Kaca
29. Cenade – deutsch Scholten, ungarisch Szászcsanád oder Csanád
30. Chirpăr – deutsch Kirchberg, ungarisch Kürpöd
31. Cincșor – såksesch Kli-Schink oder Klišink, deutsch Kleinschenk, ungarisch Kissink
32. Cincu – såksesch Schoink, deutsch Großschenk, ungarisch Nagysink
33. Cisnădie – såksesch Hielt, deutsch Heltau, ungarisch Nagydisznód
34. Cisnădioara (Kirchenburg Michelsberg) – såksesch Mächelsbarch, deutsch Michelsberg, ungarisch Kisdisznód
35. Cloașterf – såksesch Klosderf, Kluisderf, Klîsderf, Klîstref oder Kliusderf, deutsch Klosdorf, ungarisch Miklóstelke
36. Codlea – deutsch Zeiden, ungarisch Feketehalom
37. Copșa Mare – deutsch Groß-Kopisch, ungarisch Nagykapus
38. Cricău – deutsch Krakau, ungarisch Boroskrakkó oder Krakkó
39. Cristian – deutsch Neustadt, ungarisch Keresztényfalva
40. Cristian – såksesch Grißau, deutsch Großau oder Grossau, ungarisch Kereszténysziget
41. Criț (Kirchenburg Deutsch-Kreuz) – deutsch Deutsch-Kreuz, ungarisch Szászkeresztúr
42. Curciu – såksesch Kiertsch, deutsch Kirtsch, ungarisch Küküllőkőrös oder Szászkőrös
43. Dacia – deutsch Stein, ungarisch Garát
44. Daia – deutsch Denndorf, ungarisch Szászdálya
45. Daia – deutsch Thalheim, ungarisch Dalmány
46. Daneș – deutsch Dunesdorf, ungarisch Dános
47. Dârjiu (Kirchenburg Dersch) – deutsch Ders, ungarisch Székelyderzs
48. Dârlos – deutsch Durles, ungarisch Darlac, Darlasz oder Darlóc
49. Dealu Frumos – deutsch Schönberg, ungarisch Lesses
50. Dobârca – såksesch Dobrenk, deutsch Dobring, ungarisch Doborka
51. Drăușeni – deutsch Draas, ungarisch Homoróddaróc
52. Dupuș – deutsch Tobsdorf, ungarisch Táblás
53. Feldioara (Kirchenburg Feldioara) – deutsch Marienburg, ungarisch Földvár
54. Felmer – såksesch Fälmern, deutsch Felmern, ungarisch Felmér
55. Filitelnic – deutsch Felldorf, ungarisch Fületelke
56. Fișer – deutsch Schweischer oder Schweisser, ungarisch Sövénység oder Sövényszeg
57. Gheorgheni – deutsch Niklasmarkt, ungarisch Gyergyószentmiklós
58. Gherdeal – såksesch Girteln, deutsch Gürteln, Gürtelen, Gürtlen oder Girteln, ungarisch Gerdály
59. Ghimbav – deutsch Weidenbach, ungarisch Vidombák
60. Gușterița – deutsch Hammersdorf, ungarisch Szenterzsébet
61. Hamba – deutsch Hahnbach, ungarisch Kakasfalva
62. Hălchiu – såksesch Hälzdref, deutsch Heldsdorf, ungarisch Höltövény
63. Hărman – såksesch Huntschprich, deutsch Honigberg, ungarisch Szászhermány
64. Hetiur – såksesch Marembrich, deutsch Marienburg oder Meremberg, ungarisch Hétúr
65. Homorod – deutsch Hamruden, ungarisch Homoród
66. Hosman (Kirchenburg Holzmengen) – deutsch Holzmengen, ungarisch Holcmány
67. Iacobeni (Kirchenburg Jakobsdorf) – deutsch Jakobsdorf bei Agnetheln, ungarisch Jakabfalva
68. Ighișu Nou – såksesch Eibesdref, deutsch Eibesdorf, ungarisch Szászivánfalva
69. Ighiu (veraltet Igiu) – deutsch Grabendorf oder Krapundorf, ungarisch Magyarigen
70. Jimbor – såksesch Summerburch oder Zommerburχ, deutsch Sommerburg oder Sommerberg, ungarisch Zsombor, Székelyzsombor oder Szászzsombor
71. Laslea – deutsch Großlasseln, ungarisch  Szászszentlászló
72. Măieruș – deutsch Nußbach, ungarisch Szászmagyarós
73. Mălâncrav – såksesch Malemkref oder Malemkrox, deutsch Malmkrog, ungarisch Almakerék
74. Marpod – såksesch Mârpet, deutsch Marpod, Marpodt, Marpolden, Maierpod, Mayerpolden oder Maypold, ungarisch Márpod
75. Mediaș (Margarethenkirche) – såksesch Medwesch oder Meddesch, deutsch Mediasch, früher Medwisch, ungarisch Medgyes
76. Mercheașa – såksesch Streitfert oder Štret'tfert, deutsch Streitforth oder Steritforth, ungarisch Mirkvásár
77. Merghindeal – deutsch Mergeln, ungarisch Morgonda
78. Meșendorf – såksesch Meschenderf oder Mešndref, deutsch Meschendorf, früher Meschdorff oder Mesche, ungarisch Mese
79. Metiș – früher Metișdorf, deutsch Martinsdorf, ungarisch [Szàsz]-Mártonfalva
80. Micăsasa – såksesch Fäjendref, deutsch Feigendorf oder Fegendorf, ungarisch Mikeszásza
81. Miercurea Sibiului – deutsch Reußmarkt, ungarisch Szerdahely
82. Moardăș (Kirchenburg Mardisch) – såksesch Muardesch, deutsch Mardisch, ungarisch Mardos
83. Moșna – såksesch Mäschen, deutsch Meschen, ungarisch Muzsna oder Szászmuszna
84. Motiș – deutsch Mortesdorf, ungarisch Mártontelke
85. Movile (Kirchenburg Hundertbücheln) – früher Hundrubechiu, deutsch Hundertbücheln, ungarisch  Százhalom
86. Netuș – såksesch Netschessen, Njetesen oder Net'ezn, deutsch Neidhausen, Neithausen, Neuthausen, Agnetenhausen oder Neidhaus, ungarisch Netus
87. Nemșa – såksesch Nimesch (früher Villa Nympz), ungarisch Nemes
88. Nocrich – deutsch Leschkirch, ungarisch Újegyház
89. Noiștat – såksesch Naerscht, deutsch Neustadt, ungarisch Újváros
90. Ocna Sibiului – alt Vizocna, såksesch: Salzbrich, deutsch Salzburg, ungarisch Vízakna
91. Orăștie – Kirchenburg Broos, deutsch Broos, ungarisch Szászváros
92. Ormeniș – såksesch Irmesch, deutsch Irmesch, ungarisch Szászörményes
93. Pelișor – deutsch Magarei, ungarisch Magaré
94. Prejmer (Bauernburg Tartlau) – deutsch Tartlau, ungarisch Prázsmár
95. Racoș – deutsch Krebsenbach
96. Râșnov – deutsch Rosenau, ungarisch Barcarozsnyó
97. Richiș – såksesch Rechesdref oder Reχestref, deutsch Reichesdorf, ungarisch Riomfalva
98. Roadeș – såksesch Raddeln, Radln oder Rarlen, deutsch Radenthal oder Radeln, ungarisch Rádos
99. Rodbav – såksesch Rirbich oder Rîrbiχ, deutsch Rohrbach, ungarisch Nádpatak oder Nádaspatak
100. Kirchenburg Rode –  Zagăr
101. Roșia – deutsch Rothberg, ungarisch Veresmart
102. Rotbav – såksesch Roiderbrich, deutsch Rothbach, ungarisch (Szász-)Veresmart oder  (Szász-)Vörösmárt
103. Ruja – deutsch Roseln, ungarisch Rozsonda
104. Ruși – deutsch Reußen, ungarisch Rüsz oder seltener Oroszfalu
105. Sânpetru – såksesch Pittersbarch, deutsch Petersberg, ungarisch Barcaszentpéter
106. Sântimbru – deutsch Emerichsdorf, ungarisch Marosszentimre
107. Saschiz – deutsch Keisd, ungarisch Szászkézd
108. Seliștat (Kirchenburg Seligstadt) – såksesch Sailijescht, Zělijeršt oder Zeliješt, deutsch Seligstadt, Gross-Alisch, Gross-Alesch oder Olesch, ungarisch Boldogváros
109. Slimnic – veraltet Slâmnic; deutsch Stolzenburg, ungarisch Szelindek
110. Stejărișu – såksesch Priusterf oder Pristref, deutsch Probstdorf, ungarisch Prépostfalva
111. Șaeș – deutsch Schaas, ungarisch Segesd
112. Șard – früher Noroieni, deutsch Schard oder Kothmarkt, ungarisch Sárd
113. Șaroș pe Târnave – såksesch Schuërsch, deutsch Scharosch oder Scharosch an der Kokel, ungarisch Szászsáros
114. Șeica Mare – deutsch Marktschelken, ungarisch Nagyselyk
115. Șeica Mică – deutsch Kleinschelken, ungarisch Kisselyk
116. Șoala – såksesch Schuël, deutsch Schaal, Schael, Schalendorf, ungarisch Sálya
117. Șoarș – såksesch Schursch, deutsch Scharosch, ungarisch Sáros
118. Șomartin – deutsch Martinsberg, ungarisch Mártonhegy
119. Șura Mare – såksesch Griußscheiern, deutsch Großscheuern, ungarisch Nagycsűr
120. Șura Mică – såksesch Klischeiern, deutsch Kleinscheuern, ungarisch Kiscsűr
121. Ticușu – såksesch Täkess, deutsch Deutschtekes, ungarisch Szásztyukos
122. Tălmaciu – deutsch Talmesch, ungarisch Nagytalmács
123. Țapu – deutsch Abtsdorf bei Marktschelken, ungarisch Csicsóholdvilág
124. Toarcla – såksesch Tôrteln, deutsch Tarteln oder Tertlen, ungarisch Kisprázsmár
125. Ungra – såksesch Gelt, deutsch Galt, ungarisch Ugra
126. Valchid – deutsch Waldhütten, ungarisch Válthid
127. Valea Viilor – deutsch Wurmloch, ungarisch Nagybaromlak
128. Velț – såksesch Welz, deutsch Wölz, ungarisch Velc oder Völc
129. Veseud – såksesch Zeïd, deutsch Zied oder Ziedt, ungarisch Szászvessződ oder Vessződ
130. Viscri – deutsch Deutsch-Weißkirch ungarisch Szászfehéregyháza
131. Vulcan – deutsch Wolkendorf bei Kronstadt, ungarisch Szászvolkány
132. Vulcan – såksesch Wulkenderf, Vulkendref oder Vulkndref, deutsch Wolkendorf bei Schäßburg, ungarisch Volkány
133. Vurpăr (Alba) – såksesch Burprich oder Burpriχ, deutsch Burgberg, Weinberg oder Walbersdorf, ungarisch Borberek
134. Vurpăr – deutsch Burgberg, ungarisch Vurpód

## Liste vonszeklerischenOrten mit Kirchenburg
1. Aita Mare – deutsch Aitau, ungarisch Nagyajta
2. Arcuș – ungarisch Árkos
3. Armășeni – ungarisch Csíkménaság
4. Baraolt – deutsch Boralth, ungarisch Barót
5. Biborțeni – ungarisch Bibarcfalva
6. Bicfalău – ungarisch Bikfalva
7. Calnic – ungarisch Kálnok
8. Catalina – ungarisch Szentkatolna
9. Cârța – ungarisch Karcfalva oder Csíkkarcfalva
10. Ciucsângeorgiu – ungarisch Csíkszentgyörgy
11. Dârjiu – deutsch Ders oder Därsch, ungarisch Székelyderzs oder Derzs
12. Delnița – ungarisch Csíkdelne
13. Ghidfalău – ungarisch Gidófalva
14. Ilieni – ungarisch Illyefalva
15. Lăzarea – ungarisch Szárhegy
16. Leliceni – ungarisch Csíkszentlélek
17. Misentea – ungarisch Csíkmindszent oder Mindszent
18. Racu – ungarisch Csíkrákos
19. Sânzieni – ungarisch Kézdiszentlélek
20. Sfântu Gheorghe – deutsch Sankt Georgen, ungarisch Sepsiszentgyörgy
21. Turia – ungarisch Torja
22. Zăbala – ungarisch Zabola